# Georg Ludwig zu Solms-Rödelheim
Graf Georg Ludwig zu Solms-Rödelheim (* 28. September 1664; † 5. Dezember 1716) war kurbrandenburgischer Generalmajor. 1680 erhielt er vom Kurfürsten Anselm Franz die Höfe Sädel, Praunheim und Rödelheim zum Lehen.

## Leben

### Herkunft
Seine Eltern waren Johann August von Solms-Rödelheim (* 7. Juni 1623; † 23. November 1680) und dessen Ehefrau Eleonre Barbara Marie Cratz von Scharffenstein (* 2. November 1629; † 26. Februar 1680), Tochter des Feldmarschalls Johann Philipp Cratz von Scharffenstein.

### Militärlaufbahn
1686 schloss er sich als Freiwilliger dem Brandenburger Kontingent im Türkenkrieg an, 1689 wurde er Hauptmann der Grand Mousquetaires. Am 6. Juni 1693 wurde er zum Oberstleutnant im Regiment Anhalt befördert. Am 31. Januar 1694 wurde er Kommandeur des Regiments und sein Anführer bei Abwesenheit des Fürsten. Am 26. Februar 1696 erfolgte seine Beförderung zum Oberst, am 13. Januar 1705 zum Brigadier und Generalmajor. Er starb am 15. Dezember 1716.

### Familie
Er heiratete am 12. Januar 1696 die Gräfin Charlotte Sibylle von Ahlefeld (* 1672; †  17. Dezember 1726), eine Tochter des dänischen Kanzlers Friedrich von Ahlefeldt. Das Paar hatte mehrere Kinder, darunter:
- Friedrich August Karl (* 9. Oktober 1696; † 2. November 1716)
- Lothar Wilhelm Ernst (* 3. November 1703; † 13. April 1722)
- Marie Sophie Wilhelmine (* 13. Februar 1698; † 1. Oktober 1766) ⚭ Kasimir Kolb von Wartenberg (1699–1772), General
- Luise Charlotte Ernestine (* 26. November 1700; † 16. Januar 1703)
- Katharina Polyxene (* 30. Januar 1702; † 21. März 1765) ⚭ 27. November 1726 Graf Christian Carl Reinhard von Leiningen-Dagsburg (* 7. Juli 1695; † 17. November 1766)